# Polaris (nouvelle)
Pour les articles homonymes, voir Polaris.
Polaris est une nouvelle fantastique de l'écrivain américain H. P. Lovecraft publié pour la première fois en décembre 1920 dans le journal The Philosopher. 
Lovecraft a écrit ce court texte en 1918.

## Résumé
La nouvelle commence par une description par le narrateur du ciel, la nuit, de sa fenêtre, lors de ses longues nuits d'insomnies, notamment l'Étoile polaire.
Ce dernier raconte ensuite un rêve qui l'a particulièrement marqué, et qui se trouve être récurrent chez lui : une ville de marbre située sur un plateau, entre deux montagnes, perpétuellement éclairée par l'étoile polaire. Lors de son premier rêve, le narrateur est totalement passif, il ne peut qu'observer cette ville inconnue. Il voit des hommes en train de parler dans les rues, dans une langue qu'il n'avait jamais entendue auparavant, mais étrangement, qu'il est capable de comprendre. Son rêve prend fin avant qu'il puisse en apprendre davantage sur celle étrange ville, lorsqu'il se réveille.

## Source primaire
- Howard P. Lovecraft, Dagon and Other Macabre Tales, Sauk City, WI, Arkham House, 1986 (1re éd. 1918) (ISBN 0-87054-039-4), « Polaris ».